# Nationale Oles-Hontschar-Universität Dnipro
Die Nationale Oles-Hontschar-Universität Dnipro (ukrainisch Дніпровський національний університет імені Олеся Гончара Dniprowskij nazionalnyj uniwersytet imeni Olesja Hontschara; kurz: DNU) ist eine 1918 gegründete Universität in der ukrainischen Stadt Dnipro mit 15.000–20.000 Studenten. Sie ist nach dem Schriftsteller Oles Hontschar benannt.

## Geschichte
Die ersten Pläne für eine Universität stammen aus der Gründungszeit der Stadt. Grigori Potjomkin plante schon im 18. Jahrhundert, in Jekaterinoslaw (der Stadt „Zu Ehren Katharinas“) eine Universität zu errichten. Am 4. September 1784 unterzeichnete Katharina die Große schließlich einen Ukas, in dem die Errichtung einer Universität angeordnet wurde. Dieser Ukas hätte Jekaterinoslaw, nach Moskau und Sankt Petersburg, zur dritten Stadt mit einer Universität im Russischen Reich gemacht.
Am Bau beteiligten sich einige Tausend Menschen, und für den Bau waren 300.000 Rubel eingeplant. Mit dem Beginn des Russisch-Österreichischen Türkenkrieges von 1787–1792 wurde das Projekt einer Universität in der Stadt stark verlangsamt.
Nach dem Tode von Kaiserin Katharina der Großen und Fürst Grigori Potjomkin gab Paul I. am 12. Dezember 1796 einen Ukas heraus, der den Aufbau einer Universität in Jekaterinoslaw stoppte.
Erst mit dem wirtschaftlichen Wachstum der Stadt in der zweiten Hälfte des 19. Jahrhunderts und auf Initiative von Alexander Pol, dem ersten Ehrenbürger Jekaterinoslaws und Unternehmer, Schriftsteller und Archäologen, kam die Forderung nach einer Universität wieder auf.
1899 wurde schließlich die Lehranstalt/Schule für Bergbau (die heutige Nationale Bergbauuniversität der Ukraine) eröffnet. Dies gilt als Wendepunkt des Bildungsstandortes Dnipro, da dadurch viele namhafte Wissenschaftler in der Stadt ansiedelten. Nach den Eindrücken im Zuge der südrussischen Industrieausstellung (russisch Южнорусская промышленная выставка Juschnorusskaja promyschljennaja wystawka) von 1910 wurde die Schule für Bergbau 1912 in ein Institut umgewandelt.
1913 fanden Vorbereitungen für die Einrichtung von „höheren Frauenkursen“ statt, diese nahmen 1916 den Betrieb auf Hochschulniveau auf.
Anfang August 1915, nachdem Warschau von deutschen Truppen im Zuge des Ersten Weltkrieges eingenommen worden war, mussten die Universität Warschau und die TU Warschau umziehen/evakuieren. Der Stadtrat von Jekaterinoslaw schlug vor, die Universität beziehungsweise die Technische Universität nach Jekaterinoslaw zu verlegen. Die Universität zog jedoch nach Rostow am Don, während die TU nach Nischni Nowgorod verlegt wurde.
Nach verheerenden Niederlagen des Russischen Kaiserreiches wurden große Teile des Baltikums von deutschen Truppen eingenommen. In diesem Zusammenhang schrieb der Stadtrat schon im Dezember 1915 eine Einladung an die Universität Tartu, um diese nach Jekaterinoslaw zu evakuieren. Schon am 18. Februar 1916 traf eine Delegation der Universität Tartu ein. Diese Idee wurde jedoch einen Tag später vom nationalen Minister der Bildung des Russischen Kaiserreiches, Pawel Nikolajewitsch Ignatjew, verworfen; stattdessen riet er, sich um den Aufbau eines Polytechnikums zu bemühen.
Nach dem Ende der Zarenherrschaft im Zuge der Oktoberrevolution von 1917 wurden zwei Möglichkeiten für die Gründung einer Universität in der Stadt ins Auge gefasst. Erstens die Evakuierung der Universität Tartu und zweitens die Gründung einer eigenen Universität auf Grundlage der höheren Frauenkurse. Der zweite Vorschlag erhielt mehr Zustimmung und so beschloss der Stadtrat am 17. November 1917 die Gründung der Karawajew-Volksuniversität im Potemkinschen Palast (dem heutigen Studentenpalast der Universität) als am ehesten geeigneten Gebäude für eine Universität. Nach der Einnahme Jekaterinoslaws durch die Bolschewiki bot das städtische Komitee für Volksbildung dem Stadtrat an, die höheren Frauenkurse in seinen Zuständigkeitsbereich aufzunehmen, jedoch unter der Bedingung, diese in eine geschlechtsneutrale Universität mit vier Fakultäten umzuwandeln.
Nach der Einnahme der Stadt durch deutsche und österreichische Truppen und der Ausrufung des Marionettenstaates Ukrainischer Staat unter dem Hetman Pawlo Skoropadskyj vom 29. April 1918 bis zum 14. Dezember 1918 gelang es, die Pläne für eine Universität voranzutreiben. Am 20. Mai 1918 schrieb Iwan Michailowitsch Truba im Namen der Semstwo des Gouvernement Jekaterinoslaw an das Nationale Bildungsministerium mit der Bitte, eine Universität in Jekaterinoslaw zu eröffnen. Dieses Anliegen ging am 4. Juli 1918 an eine von Wladimir Wernadski geleitete Kommission. Wladimir Wernadski notierte dazu in seinem Tagebuch:

«Украинцы пытаются доказать, что Екатеринослав не нуждаются в высшей школе, боятся создания ненационального крупного умственного центра»

„Die Ukrainer versuchen zu beweisen, dass Jekaterinoslaw keine höhere Schule benötigt, sie ängstigen sich vor der Gründung eines nicht nationalen bedeutenden Bildungszentrums“

Dieser Kommentar bezieht sich auf die konkret gewordenen Pläne zum Aufbau einer russländischen Privatuniversität.
Die Unterkommission hat bei einer Sitzung am 9. Juli 1918 beschlossen (aufgezeichnet vom Leiter der Unterkommission für Jekaterinoslaw, D. I. Tagalej [Д. И. Тагалей]).:

«считать Екатеринославский университет частным высшим учебным заведением»

„die Universität Jekaternoslaw als private höhere Bildungseinrichtung anzuerkennen“

Es blieb jedoch noch die Forderung nach dem Aufbau einer ukrainischen Universität bestehen. Das Bildungsministerium schrieb der ukrainischen Seite:

«Катеринославський Російський Університет є цілком приватна інституція, яка не одержує допомоги з державної скарбниці. Заснування нових Українських Університетів при скрутному становищі державної скарбниці та без щирої допомоги з боку самого громадянства є цілком неможливо…»

„Die Russländische Universität [Je]Katerinoslaw ist eine vollkommen private Institution, die keine Unterstützung aus der Staatskasse erhält. Die Gründung neuer ukrainischer Universitäten inmitten eines angespannten Staatshaushaltes und ohne jegliche Hilfe von Seiten der Bevölkerung ist gänzlich unmöglich…“

Doch die Nationalitätenfrage konnte nicht gänzlich ignoriert werden und so ergänzte das Bildungsministerium:

«[…] комиссия сочла необходимым включить в состав кафедр соответствующих факультетов кафедры украинского языка, украинской литературы, истории Украины и истории западнорусского украинского права с преподаванием на украинском языке […] и установить общую лектуру по украинскому языку[.]»

„[…] Die Kommission hält es für notwendig in die Zusammensetzung der Abteilung der entsprechenden Fakultäten Abteilungen für ukrainische Sprache, ukrainische Literatur, ukrainische Geschichte und westrussisches ukrainisches Recht mit Unterricht auf ukrainischer Sprache […] und allgemeine Lektüren auf ukrainisch zu etablieren[.]“

Die feierliche Eröffnung fand nicht wie geplant am 14. Dezember 1918 statt, denn einen Monat vorher fanden große Proteste gegen den Ukrainischen Staat und den Hetman Pawlo Skoropadskyj statt. Dies hätte für die Universität jedoch die Schließung bedeutet, denn weder die Stadt noch die Studenten hätten den regulären Betrieb bezahlen können. Dies wurde nur durch einen Beschluss des Rates der Volkskommissare (kurz „Sownarkom“, russisch Совнарком) der Ukraine vom 26. Januar 1919 ermöglicht, in dem es heißt:

«[о переходе] всех частных высших учебных заведений на содержание государства»

„[Über den Übergang] aller privaten höheren Bildungseinrichtung auf die Unterhaltung durch den Staat [zu stellen]“

Schon im ersten Lehrjahr (1918–1919) nahmen 2750 Studenten ihr Studium auf. Nach Fakultäten aufgeteilt waren dies 1150 in der Medizinischen, 600 in der Juristischen und jeweils 500 in der Physikalisch-Mathematischen und der Geschichtswissenschaftlich-Philologischen Fakultät. Die Studiengebühren betrugen zwischen 300 und 500 Rubel je nach Fakultät.

## Struktur
Die Universität gliederte sich bei ihrer Entstehung in folgende vier Fakultäten:
- Fakultät für Geschichtswissenschaften und Philologie
- Fakultät für Rechtswissenschaften
- Fakultät für Medizin
- Fakultät für Physik und Mathematik

Heute gliedert sich die Nationale Oles-Hontschar-Universität Dnipro in 15 Fakultäten (in Klammern Gründungsdatum):
- Fakultät für Rechtswissenschaften (1918)
- Fakultät für Geschichtswissenschaften(1918)
- Fakultät für Mechanik und Mathematik (1918)
- Fakultät für Chemie (1933) {∗}
- Fakultät für Geologie und Geografie (1937) {∗}
- Fakultät für Physik und Technikwissenschaften (1951)
- Fakultät für Angewandte Mathematik (1959) {∗}
- Fakultät für Wirtschaftswissenschaften (1976)
- Fakultät für Psychologie (1984)
- Fakultät der Systeme und Mittel der Massenkommunikation (1991)
- Fakultät für Internationale Wirtschaftswissenschaften (1997)
- Fakultät für Ukrainistik, Philologie und Kunstwissenschaft (Dezember 2005)
- Fakultät für Sozialwissenschaften und Internationale Beziehungen (5. Dezember 2005)
- Fakultät für Physik, Elektronik und Informatik (22. März 2007)
- Fakultät für Biologie, Ökologie und Medizin (2009) {∗}